# Kanton Biarritz
Der Kanton Biarritz ist seit 2015 ein französischer Wahlkreis im Département Pyrénées-Atlantiques in der Region Nouvelle-Aquitaine. Sein Gebiet liegt im Arrondissement Bayonne.

## Geschichte
Gemäß dem Gesetz vom 25. April 1895 wurde der Kanton erstmals gebildet. 1973 wurde er durch das Dekret Nr. 73–669 vom 13. Juli 1973 aufgelöst und in die neu gebildeten Kantone Biarritz-Est und Biarritz-Ouest aufgeteilt.
Eine neue territoriale Aufteilung der Kantone des Départements Pyrenees-Atlantiques ist seit den Wahlen 2015 im Département wirksam. Es ist durch das Dekret vom 25. Februar 2014 in Anwendung der Gesetze vom 17. Mai 2013 definiert. Von diesen Wahlen an werden die Vertreter des Départementrats für sechs Jahre in einer romanischen Mehrheitswahl in bis zu zwei Wahlgängen in den Kantonen gewählt, wobei jeder Kanton ein gewähltes Paar verschiedenen Geschlechts in den Départementrat sendet. Die Teilnahme an einer allfälligen Stichwahl erfordert einen Stimmenanteil von 12,5 % der Wahlberechtigten im ersten Wahlgang. Die Anzahl der Kantone eines Départements wird auf die Hälfte der Anzahl der Kantone am 1. Januar 2013 reduziert, aufgerundet auf eine ungerade Zahl, wenn die Division eine gerade Zahl ergibt. Deshalb war ein neuer Zuschnitt der Kantone im Département notwendig, bei dem die Zahl der Kantone von 52 auf nunmehr 27 reduziert wurde.
2015 wurde der Kanton aus den Gebieten der beiden ehemaligen Kantone Biarritz-Est und Biarritz-Ouest wieder neu gebildet.

## Gemeinden
Der Kanton besteht aus der Stadt Biarritz.

## Politik
Im ersten Wahlgang am 22. März 2015 erreichte keines der Kandidatenpaare die absolute Mehrheit. Als Resultat der Stichwahl am 29. März 2015 wurden folgende Vertreter in den Départementrat gewählt:
- Maïder Arosteguy (UDI) und
- Max Brisson (LR)

mit einem Stimmenanteil von 54,96 % (Wahlbeteiligung bei der Stichwahl: 43,71 %).